# Mykhailo Parashchuk
Mikhailo Parashchuk (en ukrainien : Михайло Паращук ; bulgare : Михайло Парашчук ; 16 novembre 1878 - 24 décembre 1963) est un sculpteur ukrainien actif en Bulgarie de 1921 à sa mort.

## Biographie
Parashchuk est né à Varvaryntsi dans l'oblast de Ternopil (alors en Galice, Autriche-Hongrie, aujourd'hui en Ukraine). Il s'inscrit à l'Académie des Beaux-Arts de Vienne, mais est diplômé de l'Académie Julien à Paris, France en 1910 ; en France, il aurait été élève d'Auguste Rodin,,. Avant d'obtenir son diplôme, Parashchuk a travaillé à Lviv sur des monuments dédiés à des écrivains ukrainiens renommés.
En tant que chargé de cours à l'Académie des Beaux-Arts de Munich, il a été présenté à plusieurs artistes et acteurs bulgares. Pendant la Première Guerre mondiale, Parashchuk était membre de la Croix-Rouge et a organisé un atelier d'art pour les prisonniers de guerre de l'armée russe
Parashchuk est arrivé à Sofia en 1921 en tant que volontaire de la Croix-Rouge internationale. Dans la capitale bulgare, Parashchuk était un sculpteur très populaire qui a contribué à la décoration de nombreux grands édifices publics. Les projets exécutés par Parashchuk comprennent les cadres ornementaux des portes du palais de justice de Sofia, les décorations de lion et l'horloge du zodiaque de la Banque nationale bulgare, les reliefs liés à l'histoire du Collège de défense et d'état-major de Rakovski, la décoration de la façade des Bibliothèques nationale SS.Cyril et Methodius, l'intérieur du ministère de la Guerre et la décoration géométrique du rectorat de l'Université de Sofia.
En dehors de la capitale, Parashchuk a créé la décoration sculpturale des bâtiments de Pernik, Velingrad, Kardzhali, Varna, Provadia et Sapareva Banya, ainsi que le pont de l'amitié Giurgiu-Rousse. En plus de travailler dans la décoration de bâtiments, Parashchuk était également engagé dans la sculpture de bustes et de bas-reliefs de Bulgares célèbres, dont Peyo Yavorov, Gotse Delchev, Stefan Karadzha, Dimitar Blagoev (en), Hristo Botev et Aleko Konstantinov.
Malgré sa popularité, Parashchuk a été expulsé à deux reprises de l'Union des artistes bulgares dans les années 1940 et 1950 parce qu'il était accusé d'être un fasciste, un espion occidental ou un Russe blanc, bien qu'avant la Seconde Guerre mondiale, il ait été calomnié comme un "Agent bolchevique" et "membre du Komintern". Ce n'est qu'en 1963 qu'il est réadmis au syndicat après sa deuxième expulsion. Parashchuk était l'un des leaders des émigrants ukrainiens en Bulgarie: il est parmi les fondateurs de l'Association ukrainienne-bulgare et des associations culturelles et éducatives ukrainiennes Hromada.
Mikhaylo Parashchuk était marié à Tsvetana Pekareva, la fille de l'éminent politicien agraire et premier militant de la BANU, Yurdan Pekarev. Les rapports ne sont pas unanimes sur son lieu de décès, certains prétendant qu'il est mort à Sofia  et d'autres à Karlovo, bien que les biographies les plus détaillées insistent sur le fait qu'il est mort à Banya près de Karlovo,. Parashchuk a été enterré à Sofia et sa tombe est décorée d'un buste du sculpteur et d'un lion créés par le célèbre sculpteur bulgare Vezhdi Rashidov.